# Éphrine
Pour les articles homonymes, voir EPH.
Les éphrines, également connues sous les termes de ligands d'éphrine ou de protéines interagissant avec le récepteur de la famille Eph, sont une famille de protéines qui servent de ligands au récepteur Eph. Les récepteurs Eph, à leur tour, composent la plus grande sous-famille connue des protéines de type récepteur à activité tyrosine kinase (RTK). Le couplage éphrine/Eph, est uniquement actif sur les interactions de cellule à cellule de type directe.
La signalisation Eph/éphrine régule une variété de processus biologiques pendant le développement embryonnaire, dont notamment le guidage des cônes de croissance de l'axone, la formation des limites des tissus, la migration cellulaire, ou encore la segmentation.
Par ailleurs, d'autre fonctions spécifiques à la signalisation éphrine/Eph, et se développant au cours de l'âge adulte, ont été récemment observées et caractérisées. Il s'agit essentiellement de la potentialisation à long terme, de l'angiogenèse et de la différenciation des cellules souches.

## Description et caractéristiques

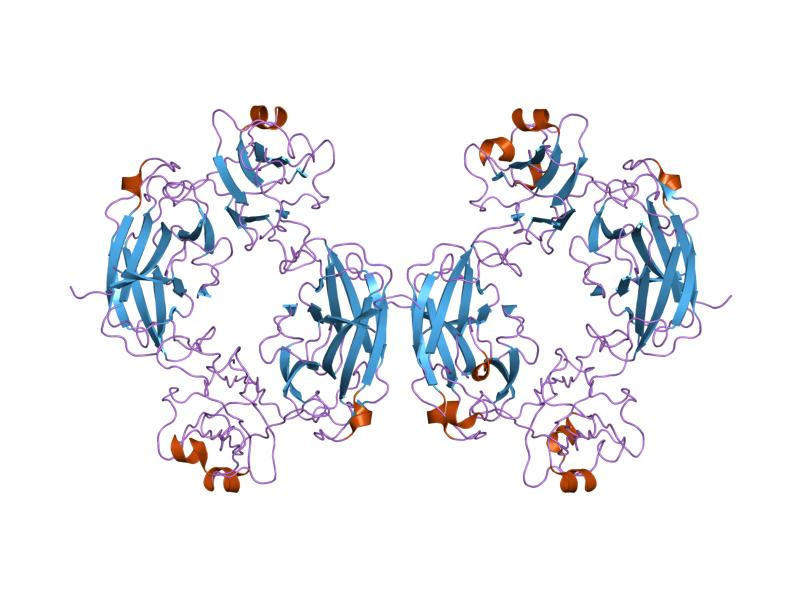
Caractérisation des domaines actifs RTK de l'éphrine B2.

Les éphrines, également dénommées « ligands d'éphrine » ou encore « protéines interagissant avec le récepteur de la famille Eph », sont une famille de protéines destinées à servir de ligands au récepteur Eph. Les récepteurs Eph, à leur tour, composent la plus grande sous-famille connue des protéines de type récepteur à activité tyrosine kinase (RTK),.
Les ligands d'éphrine et les récepteurs Eph (Ephs) se présentant comme des protéines à la fois associées à la membrane, à la liaison et à l'activation des voies de signalisation intracellulaire, les formations du couple Eph/éphrine ne peuvent uniquement se produire que par le biais d'une interaction directe de cellule à cellule.
Ces protéines transmembranaires sont constituées d'un nombre d'acides aminés variant entre 205 et 340, selon leurs classes ou leurs structures. Par ailleurs, en raison de leur nature transmembranaire, ces molécules protéiques, à contrario de nombreuses autres protéines ou familles de protéines, ne sont pas soumises à sécrétion cellulaire.
La signalisation Eph/éphrine régule une variété de processus biologiques pendant le développement embryonnaire, y compris le guidage des cônes de croissance de l'axone, la formation des limites des tissus, la migration cellulaire et la segmentation,,.
En outre, la signalisation d'Eph/éphrine a récemment été identifiée comme jouant un rôle essentiel dans la maintenance de plusieurs processus survenant l'âge adulte, y compris celui de la potentialisation à long terme l'angiogenèse et la différenciation des cellules souches, mais également celles des cellules indifférenciées.

## Classification

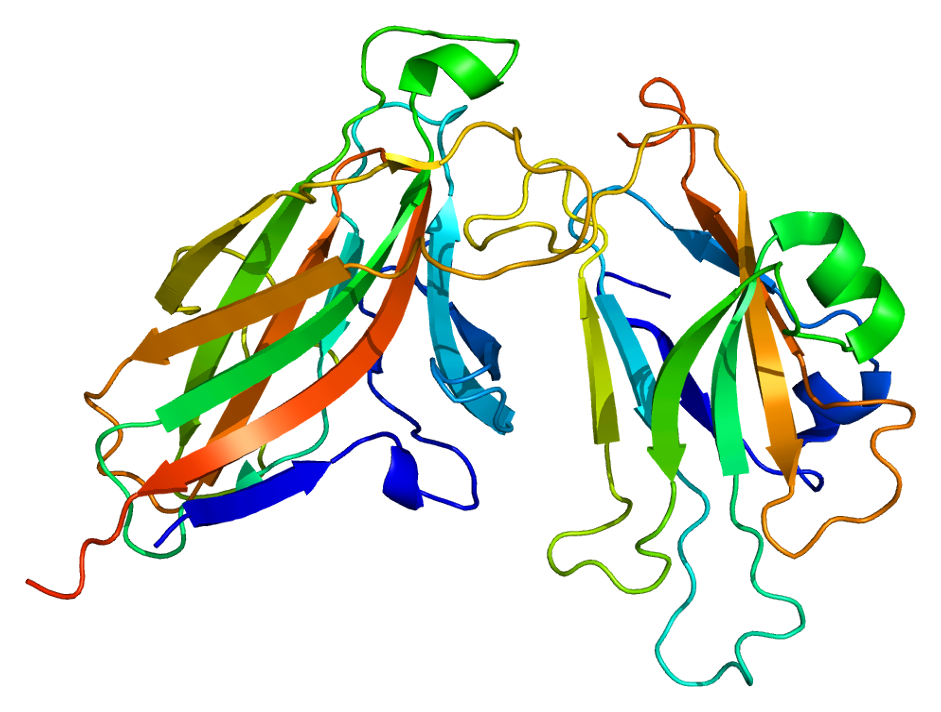
Modélisation en 3D d'une protéine éphrine A5.

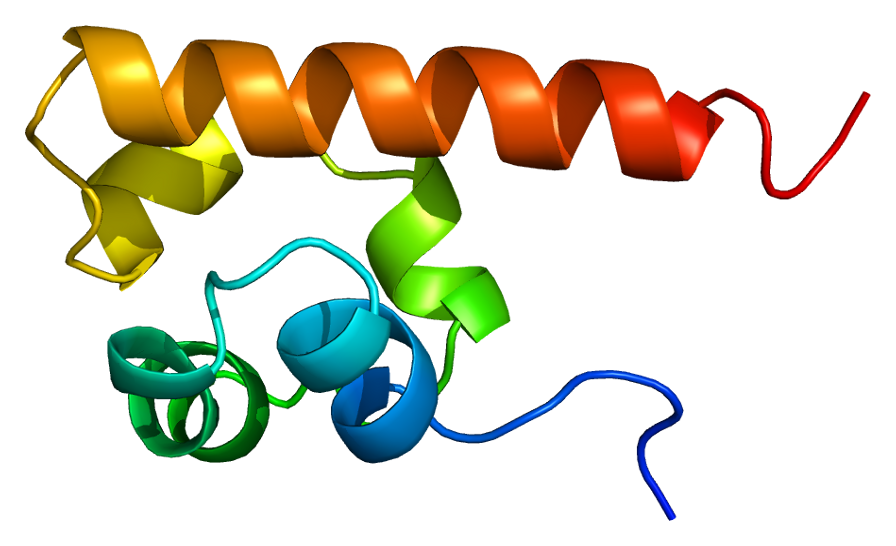
Modélisation d'un récepteur Eph4.

Les ligands d'éphrine sont divisés en deux sous-classes : les éphrine A et les éphrine B,. Ces deux sous-classes ont été déterminées en fonction de leur structure et de leur liaison avec la membrane cellulaire,. Les éphrines A sont ancrées à la membrane par une liaison glycosylphosphatidylinositol (GPI) et ne possèdent pas de domaine cytoplasmique tandis que les éphrines B sont attachées à la membrane par un seul domaine transmembranaire qui contient un court motif cytoplasmique de liaison au PDZ (en),. Les gènes qui codent les protéines éphrines A et éphrine B sont désignés respectivement sous les termes de « EFNA » et « EFNB ». En parallèle, les récepteurs Eph sont à leur tour classés EphA ou EphB en fonction de leur affinité de liaison pour les ligands éphrine A ou éphrine B,.

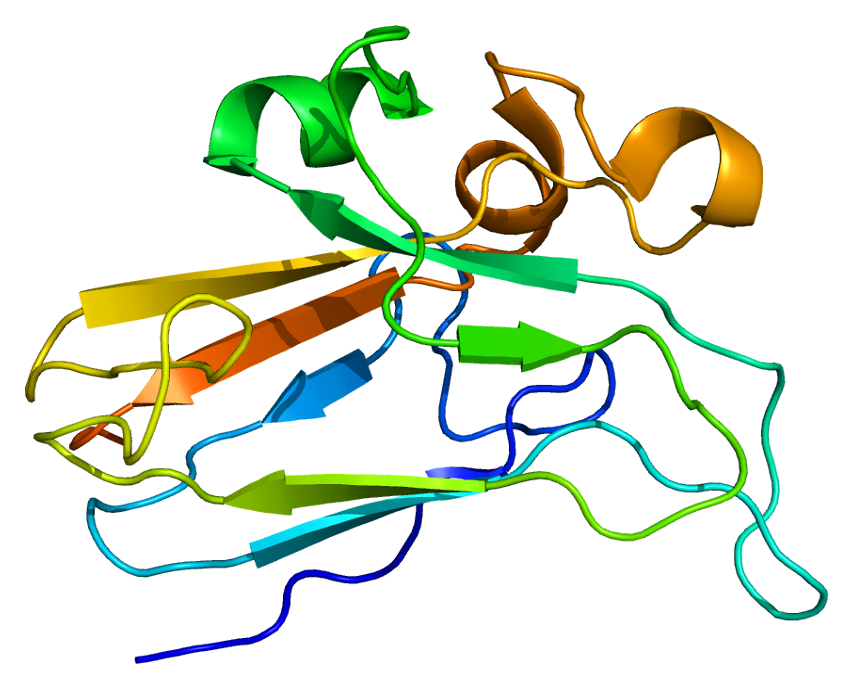
Modélisation en 3D de l'éphrine B2.

Parmi les huit types d'éphrines ayant été identifiés chez l'homme, il existe cinq ligands éphrine A connus (dénommés « éphrine A 1 à 5 ») et qui interagissent avec neuf EphAs (« EphA 1 à 8 et EphA10 »),,. La seconde sous-classe est constituée de trois ligands de type éphrine B (« éphrine B 1 à 3 »), lesquels interagissent avec cinq EphB (« EphB1-4 et EphB6 »),,. Les Ephs d'une sous-classe particulière démontrent une capacité à se lier avec une affinité élevée à toutes les éphrines de la sous-classe correspondante, mais en général ont peu ou pas de liaison croisée aux éphrines de la sous-classe opposée. Cependant, il existe quelques exceptions à cette spécificité de liaison intra-classe, car il a récemment été démontré que l'éphrine B3 est capable de se lier et d'activer le récepteur EPH A4 et l'éphrine A5 peut se lier et activer le récepteur Eph B2. Le couple EphA/éphrine A  se révélant comme étant généralement lié avec par une affinité élevée, ce qui peut être partiellement attribuable à une interaction entre les éphrines A et les EphAs par un mécanisme dit de « lock-and-key » ; ce processus nécessitant peu de changement conformationnel des EphA sur la liaison du ligand. En revanche, les EphB se lient généralement avec une affinité inférieure à celle d'EphA/éphrine A car ils utilisent un mécanisme « induit » qui requiert un changement conformationnel plus important d'EphB pour lier les éphrines B.
Les éphrines de conformation B1 et B2, se révèlent être de type pro-angiogénique et permettent la multiplication des cellules endothéliales. Par ailleurs, bien que son récepteur EphB4 soit uniquement présent au niveau des réseaux veineux, l'intervention de l'éphrine B2 demeure restreinte aux seuls domaines artériels.

## Fonctions liées à des cellules nerveuses

### Guidage axonal

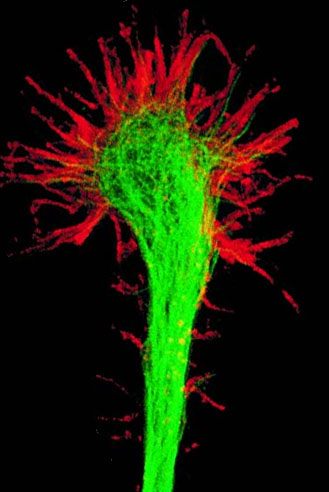
Un cône de croissance axonale.

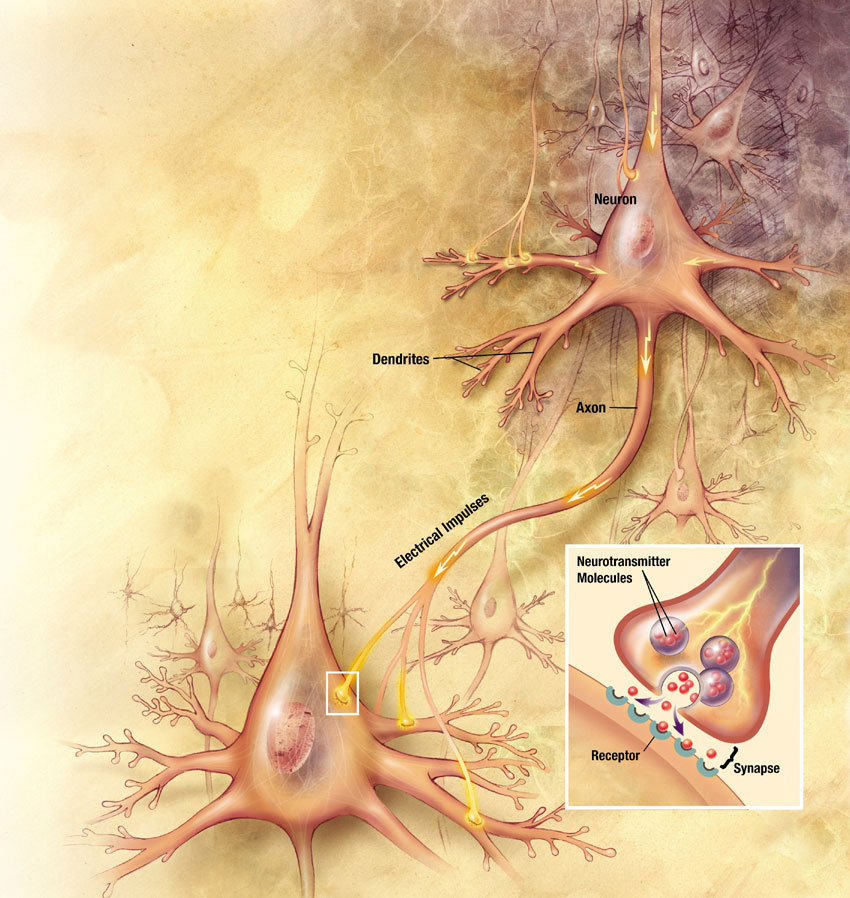
Signalisation cellulaire de type synaptique.

Au cours du développement du système nerveux central (ou neurodéveloppement), la signalisation d'Eph/éphrine joue un rôle essentiel dans la migration de cellule à cellule de plusieurs types d'axones neuronaux vers leurs organes cibles,. La signalisation Eph/éphrine contrôle le guidage des axones neuronaux par leur capacité à inhiber la survie des cônes de croissance axonale, qui repousse l'axone migrant loin du site de l'activation Eph/éphrine. Les cônes de croissance des axones migrateurs ne répondent pas simplement aux niveaux absolus d'Ephs ou d'éphrines dans les cellules qu'ils contactent, mais répondent aux niveaux relatifs de l'expression d'Eph et d'éphrine, ce qui permet aux axones migrateurs qui expriment les Ephs ou les éphrines d'être dirigés le long de gradients d'Eph ou d'éphrine exprimés par les cellules vers une destination où la survie axiale du cône de croissance n'est plus complètement inhibée.
Bien que l'activation de l'Eph/éphrine soit habituellement associée à la diminution de la survie du cône de croissance et à la répulsion des axones migrateurs, il a récemment été démontré que la survie du cône de croissance ne dépend pas uniquement de l'activation de l'Eph/éphrine, mais plutôt des effets différentiels de la signalisation « avant » par le récepteur Eph ou la signalisation synaptique « inverse » par le ligand de l'éphrine sur la survie du cône de croissance,.

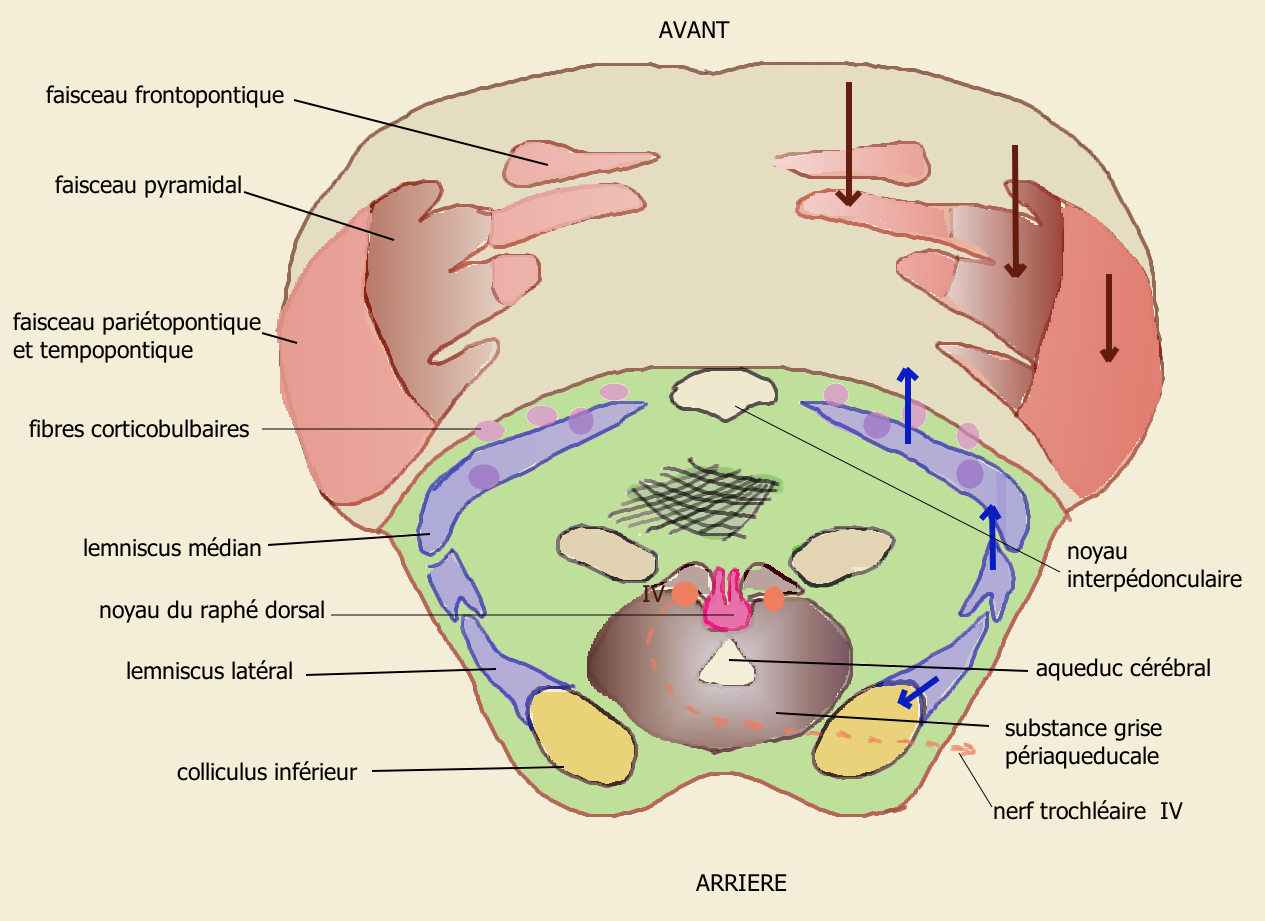
Schéma en coupe transversale du tectum mesencephali avant.

D'autre part, des chercheurs ont récemment pu déterminer que l'expression de l'éphrine A5 couplée à son récepteur Eph A5, via l'ARNm, est impliquée dans l'installation le système mésostriatal (en). La paire éphrine A5/Eph A5 intervient dans le guidage d'axone notamment au sein du tectum mesencephali avant — c'est-à-dire la partie médio-ventral du mésencéphale, ou « cerveau moyen » —, mais également dans la strate de oriens (en) (située dans l'hippocampe) et le thalamus. Cette interaction, qui affecte le développement cérébral au cours de la phase embryonnaire, concerne les neurones de type dopaminergiques. En outre, cette étude a conduit à mettre en évidence qu'un dysfonctionnement de l'activation du couple éphrine A5/Eph A5, pourrait être impliqué dans la maladie de Parkinson.
Enfin, une interaction d'adhérence entre les protéines éphrines B et leurs récepteurs associés (EphB) induisent le début de la différenciation des aires pré-synaptiques et de leurs densités après contact synaptique.

### Signalisation inverse
L'une des rares propriétés observées sur les ligands d'éphrine se révélerait être, pour nombre d'entre eux, la capacité d'initier un signal « inverse » distinct et différent du signal intracellulaire activé dans les cellules exprimant le récepteur Eph,. Bien que les mécanismes par lesquels la signalisation inverse se produisent ne soient pas complètement acquis et appréhendés, il a été démontré que l'éphrine-A et l'éphrine-B ont des réponses cellulaires distinctes de celles associées à l'activation de leurs récepteurs correspondants,. Plus précisément, il a été établi que l'éphrine A5 stimule la propagation du cône de croissance dans les neurones moteurs de la colonne vertébrale ; tandis que l'éphrine-B1, quant à elle, favorise la maturation de l'épine dendritique.

### Cartographie rétinotopique

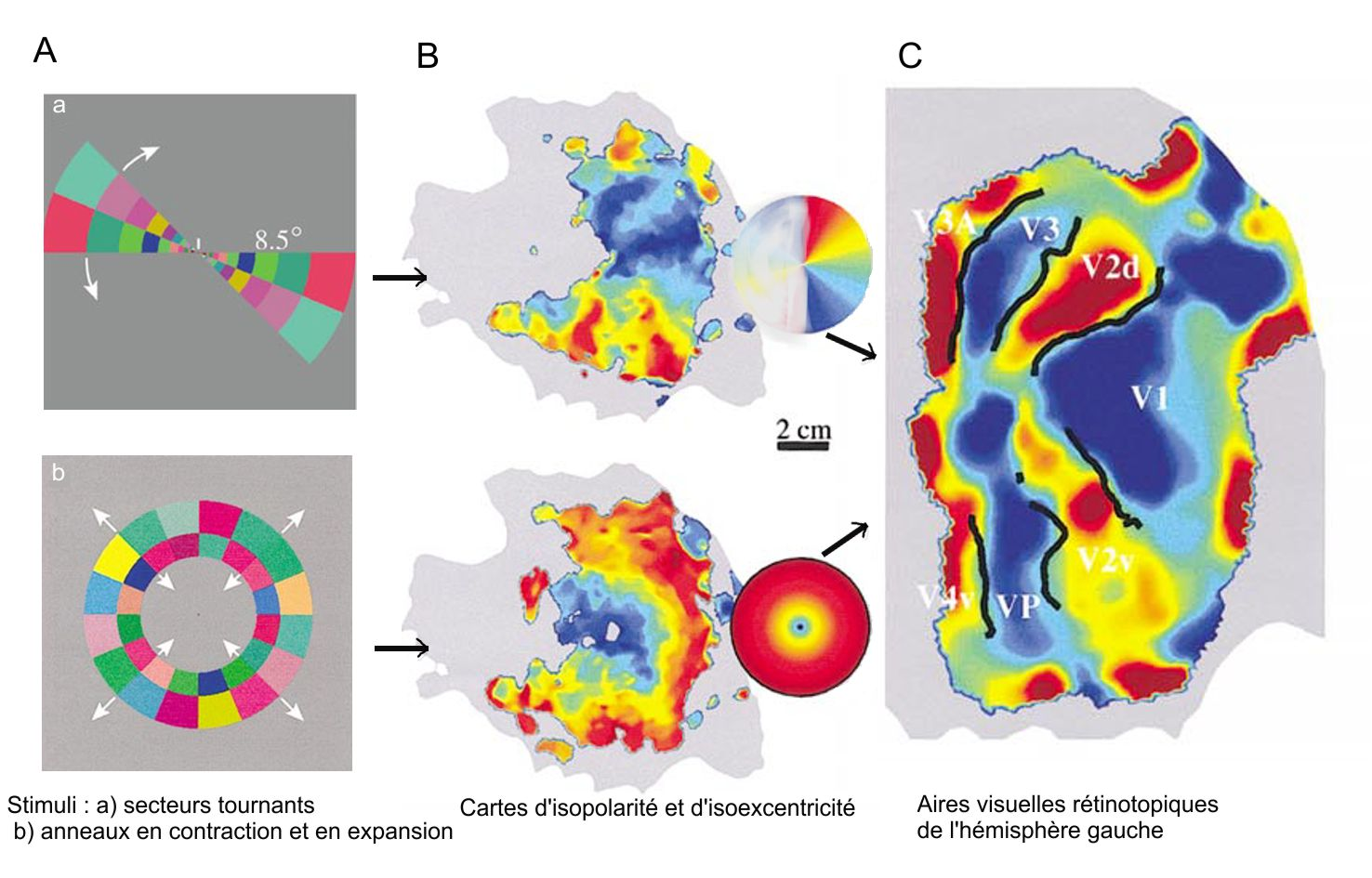
Schémas de cartographie rétinotopique.

La formation d'une carte rétinotopique, qui s'organise au niveau du colliculus supérieur (« CS ») (structure également connue sous le terme de tectum optique chez les vertébrés inférieurs), requiert une migration appropriée des axones des cellules ganglionnaires rétiniennes (« RGC ») de la rétine vers des régions spécifiques du « CS ». Ce processus rétinien fait l'objet d'une médiation par des gradients d'expression d'Eph et d'éphrine non-seulement dans le « CS », mais également au sein des « RGC » migrateurs quittant la rétine. La diminution de la survie des cônes de croissance axonaux précédemment cités, permet un gradient d'expression du ligand de l'éphrine A dans l'axe de référence postérieur à bas-antérieur dans le CS. Ce mécanisme dirige les axones des RGC migrateurs — ces derniers exprimant alors un niveau élevé de récepteurs EphA — à partir de la région temporelle de la rétine, vers des cibles dans le CS antérieur et les RGC de la rétine nasale qui ont une faible expression EphA vers leur destination finale dans le CS postérieur,,. De même, un gradient d'expression de l'éphrine B1 le long de l'axe médial-ventral du CS, activant ainsi l'EphB dans les aires dorsales et ventrales, dirige respectivement la migration des RGC vers les zones du colliculus supérieur latérales et médianes. De manière générale, pendant la mise en place de la carte rétinotopique au niveau du tectum, le gradient d'interaction éphrine/Eph est très étroitement lié au facteur d'Engrailed, lequel a été auparavant fixé lors de la signalisation axonale. D'autre part, dans un contexte d'arrêt de l'activation d'éphrine B2, au sein du chiasma optique, les croissances axonales sont redirigées vers la partie hétérolatérale de la rétine. À terme, cette anomalie fonctionnelle constitue et aboutie à la mise en place d'un champ visuel de type monoculaire.

### Élagage synaptique

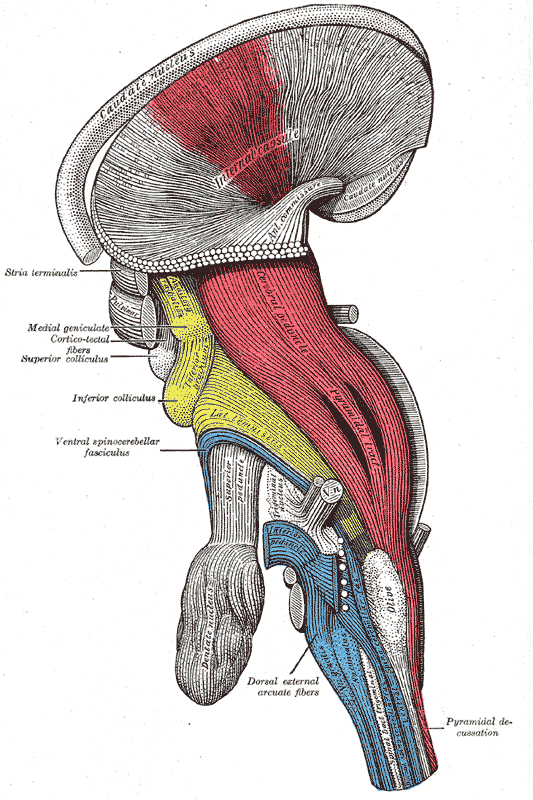
Le faisceau infrapyramidal (en rouge), au sein du tronc cérébral.

De récents travaux ont mis en évidence que la signalisation entre l'éphrine et son récepteur Eph, permet de réguler et orienter les branches axiales de la rétine,,. La signalisation ventral avant entre l'éphrine A et l'EphA, suivant l'axe antérieur-postérieur, paraît agir comme un facteur inhibiteur lors de la formation de la branche axiale de la rétine postérieure avec l'aire terminale de l'axone. L'interaction directe éphrine/Eph stimulerait également l'élagage synaptique des axones ayant rejoint et affecté cette même aire terminale.
En outre, le processus de signalisation inverse des éphrines B et des EphB induit un phénomène de rétractation au sein du faisceau intrapyramidal. En outre, des observations ont montré que la molécule Ephrin-B3 (en) transforme des signaux inverses dépendant de la phosphorylation de la tyrosine en axones de l'hippocampe qui déclenchent l'élagage des fibres du faisceau intrapyramidal excessives,. Ces éléments tendent à déterminer que les récepteurs EphB, qui s'expriment à la surface des cellules cibles, engendrerait la phosphorylation du domaine tyrosine de l'éphrine B3,. L'interaction entre l'éphrine B3 et la protéine adaptatrice de type cytoplasmique NCK2 génère le recrutement et le couplage de la protéine Dock « 180 » avec les domaines actifs kinases via les enzymes PKA,. À terme, ce mécanisme produit une résorption axonale, ce processus conduisant à son tour à un possible élagage synaptique,,,.

## Fonctions liées à d'autres types de cellules

### Angiogenèse

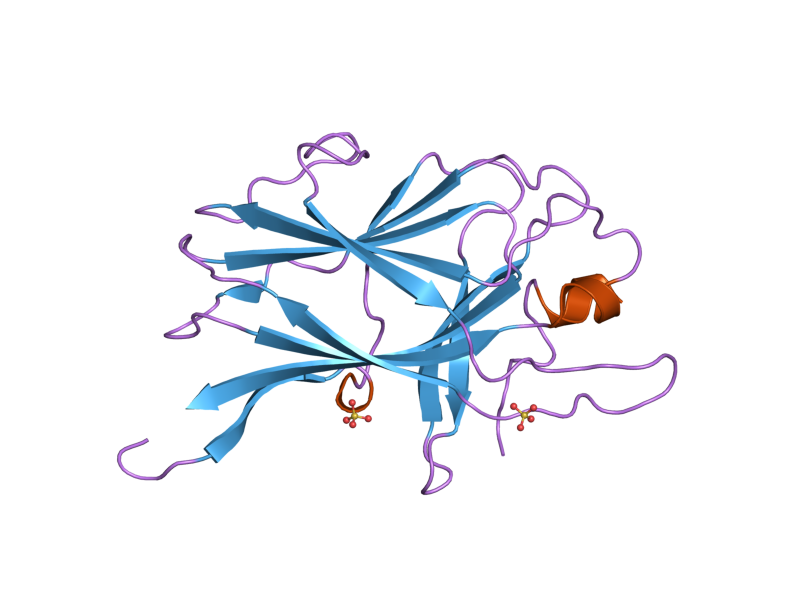
Modélisation en 3D du récepteur de protéine EpHB4, élément jouant un rôle dans le développement et l'angiogenèse tumorale.

Les éphrines favorisent l'angiogenèse dans des conditions physiologiques et pathologiques — par exemple : l'angiogenèse du cancer et plus spécifiquement la néovascularisation lors d'une malformation artério-veineuse cérébrale —,,. En particulier, éphrine-B2 et EphB4 déterminent respectivement le devenir artériel et veineux des cellules endothéliales, bien que la régulation de l'angiogenèse atténue l'expression au sein de la voie de signalisation du facteur de croissance de l’endothélium vasculaire (protéine également connue sous l'abréviation anglophone VEGF),,. L'éphrine-B2 affecte les récepteurs du VEGF (comme le VEGFR3) par des voies de signalisation avant et arrière. Le cheminement de l'éphrine-B2 s'étend à la lymphangiogenèse, conduisant à l'internalisation du VEGFR3 dans les cellules endothéliales lymphatiques cultivées. Bien que le rôle des éphrines dans l'angiogenèse du développement soit établie, ce dernier, au sein du processus de l'angiogenèse tumorale, demeure encore incertain et n'a pas encore été formellement caractérisé et précisé. Sur la base d'observations effectuées sur des souris déficitaires en éphrine-A2, il a été déterminé que cette protéine peut fonctionner dans la signalisation directe de l'angiogenèse tumorale. Néanmoins, cette éphrine ne contribue pas aux déformations vasculaires au cours du développement. En outre, Ephrin-B2 et EphB4 peuvent également contribuer à l'angiogenèse tumorale en surcroît de leurs interventions dans le développement embryonnaire, bien que leur mécanisme précis reste indéterminé. Les paires de récepteurs éphrine B2/EphB4 et éphrine B3/EphB1 contribuent davantage à la vasculogenèse (en) qu'à celle de l'angiogenèse. À contrario, le couple éphrine A1/EphA2 semble contribuer exclusivement à l'angiogenèse.
Par ailleurs, il a été également déterminé qu'une mutation de l'allèle codant le liguand DLL4 (en) conduit à une inhibition de plusieurs marqueurs artériels, dont l'éphrine B2. Ce défaut produit à son tour une disparition de la voie de signalisation Notch, transduction essentielle à un système vasculaire efficient.
Il a été mis en évidence que plusieurs types d'interactions éphrines et Eph se sont révélés régulés à la hausse dans les cancers humains, y compris les cancers du sein, du côlon et du foie. En contre-point, la régulation négative d'autres types d'éphrines et de leurs récepteurs peut également contribuer à la tumorigénéité ; à savoir EphA1 pour le cancer colorectal et EphB6 pour le mélanome. Dans un contexte d'observation similaire, il a été démontré que différentes éphrines intègrent des voies pourvues de mécanismes identiques afin de compléter la croissance de différentes structures cellulaires.

### Facteur d'initiation dans la migration des cellules épithéliales de l'intestin

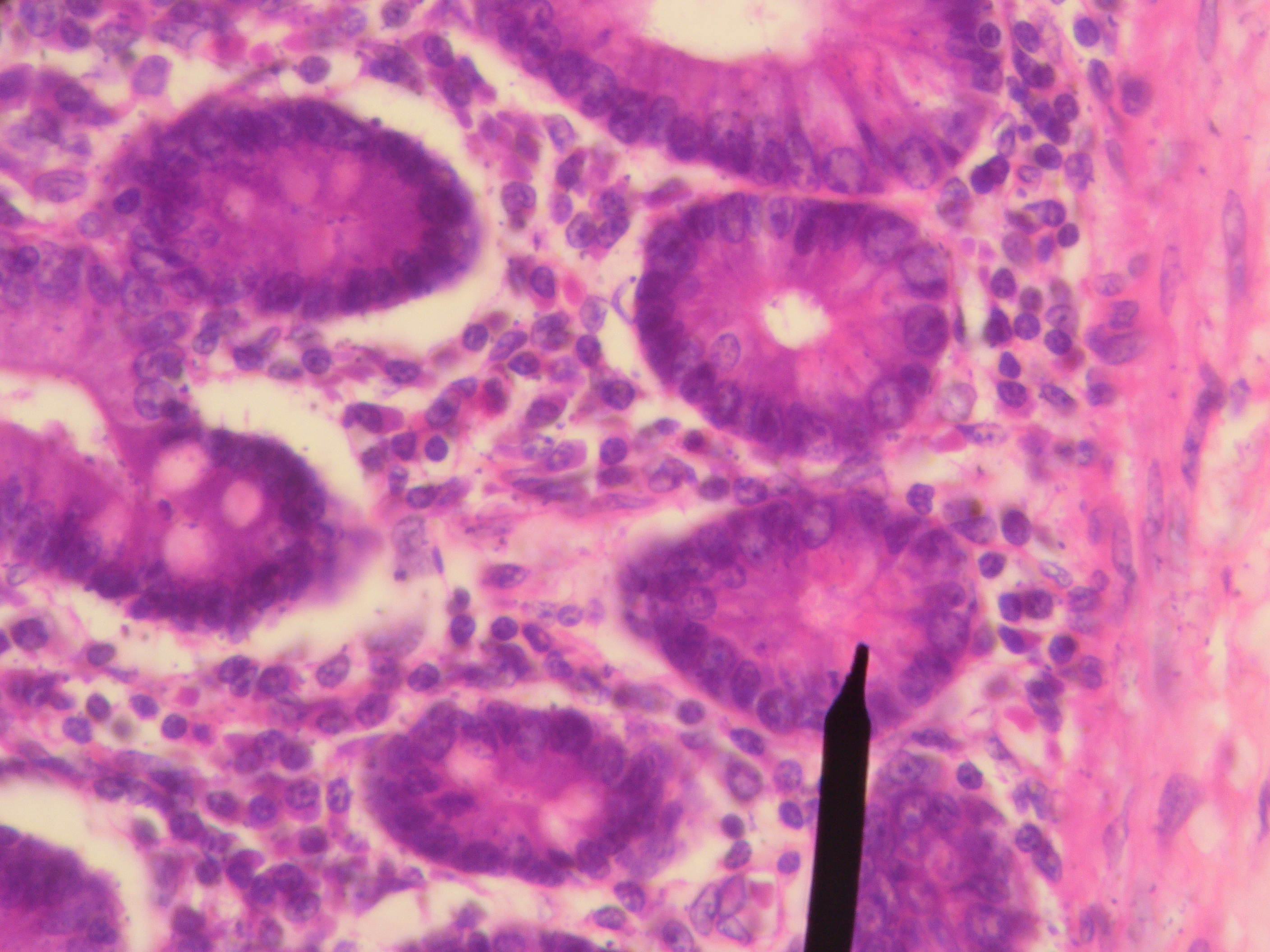
Cellules de Paneth au sein de l'épithélium intestinal.

La famille de protéines d'éphrine de classe A et de classe B guide les ligands avec les récepteurs de la surface cellulaire de la famille EphB pour fournir une migration stable, ordonnée et spécifique des cellules épithéliales intestinales des cryptes de Lieberkühn au sein des villosités. Les protéines de type Wnt déclenchent l'expression des récepteurs EphB au fond de la crypte, entraînant une diminution de l'expression de l'Eph et une augmentation de l'expression du ligand de l'éphrine, plus le placement d'une cellule progénitrice est superficiel. La migration est causée par un mécanisme de signalisation bidirectionnelle dans lequel l'engagement du ligand d'éphrine avec le récepteur EphB régule la dynamique du cytosquelette de l'actine pour provoquer une « répulsion ». Les cellules restent en place une fois que l'interaction cesse de s'arrêter. Alors que le mucus sécrétant les cellules en gobelet et les cellules absorbantes se déplacent vers la lumière, les cellules matures de Paneth se déplacent dans la direction opposée, au fond de la crypte, où elles résident. À l'exception de la liaison du ligand d'éphrine à EphA5, toutes les autres protéines de classe A et B ont été trouvées dans l'intestin. Cependant, les protéines d'éphrine A4, A8, B2 et B4 ont les niveaux les plus élevés en phase fœtale et diminuent avec l'âge.
L'expérience réalisée avec des souris mutantes à récepteur Eph a révélé un trouble dans la distribution de différents types de cellules. Des cellules absorbantes de différenciation différente ont été mélangées avec les cellules souches dans les villosités. Sans le récepteur, le ligand d'Ephrin s'est révélé insuffisant pour le placement correct des cellules. Des études récentes, réalisées sur des souris dont l'ephrine est obsolète, ont également montré des preuves du rôle indirect de l'interaction ephrine-eph dans la suppression du cancer colorectal. Le développement de polypes adénomateux créé par la prolifération incontrôlée de cellules épithéliales est contrôlé par l'interaction ephrine-eph. Les souris possédant une mutation APC, autrement dit sans protéines ephrin-B, n'ont pas les moyens d'empêcher la propagation de cellules tumorales positives à l'ephB tout au long de la jonction crypte-villosité. De même, au sein de l'organisme des souris possédant une éphrine B2 dite « knock-out » — ou déficiente, obsolète —, il a été établi que cette anomalie engendre d'importants déficits vasculaires.
En parallèle de ces éléments, des recherches effectuées sur des oursins ont permis de constater que la signalisation du couple éphrine/Eph intervient dans la migration et l'insertion des immunocytes au sein de l'épythélium.

### Stimulateur des interactions entre cellules osseuses
De récents travaux de recherches, effectués sur des souris de laboratoire, ont permis d'établir que les interactions de cellulo-cellulaires de types osseux, processus indispensables à la formation des os (autrement dit l'ostéogenèse), ne pouvaient se réaliser, ou en tous les cas être correctement maintenues, sans l'activation du couple éphrine/Eph. De manière générale, lors d'une ostéogenèse en phase embryonnaire, l'association des ligands d'éphrine et de leurs récepteurs permet de réguler la migration, le développement et l'adhésion des cellules souches de type mésenchymateuse. Des études, effectuées par technique de mise en culture cellulaire, ont mis en évidence que des éphrines B1 non-fonctionnelles peuvent notamment induire une  dysplasie craniofrontonasale (en), une pathologie qui fait partie des maladies rares. Ce type de maladie rare est observée chez l'espèce humaine mais également chez les rongeurs.

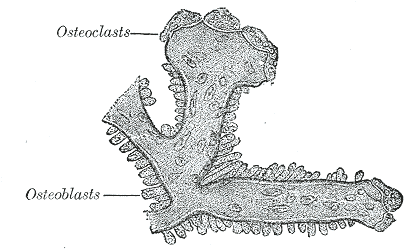
Schéma en coupe transversale d'un os sur lequel apparaît des cellules ostéoblastiques et ostéoclastiques.

Les éphrines B2 activent la phase remodelage osseux. Dans ce contexte, l'envoi du signal bidirectionnel se produisant entre l'éphrine B2 et l'EphB4, récepteur présent à la surface des ostéoblastes, annule et détruit la résorption osseuse des cellules ostéoclastiques — monocytes de type macrophages —,. Ce mécanisme permet alors de faciliter la formation osseuse ostéoblastique, processus conduisant à une transition normale entre deux ces deux états (résorption puis formation osseuses). En amont, l'hormone parathyroïdienne, également connue sous le nom de « parathormone », active l'éphrine B2 sur la surface des cellules ostéoblastiques. Par conséquent, cette hormone participe également à la formation des ostéoblastes.
D'autre part, à contrario de l'éphrine B2, l'éphrine de type A2 se comporte comme un « inhibiteur de couplage ». Au cours de l'ostéognèse, ce facteur d'inhibition caractéristique de l'éphrine A2 trouve son origine dans sa capacité de produire une signalisation inverse. Or cette même signalisation inverse favorise la croissance et le développement des ostéoclastes. Cet autre mécanisme, induit par l'activation du couple éphrine A2/Eph A2 à la surface des ostéoblastes, annule ainsi la formation et la minéralisation efficiente des os crâno-frontonasal.
Enfin, un dysfonctionnement des éphrines et de leurs récepteurs Eph peut également engendrer l'apparition de pathologies tels que l'arthrose, la polyarthrite rhumatoïde, le myélome multiple et l'ostéosarcome.